# مدين (يريم)

تعديل مصدري - تعديل

مدين هي إحدى قرى عزلة ارياب بمديرية يريم التابعة لمحافظة إب، بلغ تعداد سكانها 152 نسمة حسب تعداد اليمن لعام 2004.